# 1990 no jornalismo
Nesta página encontrará referências aos acontecimentos directamente relacionados com o jornalismo ocorridos durante o ano de 1990.

## Eventos
- 5 de março — Fundação do jornal diário português "Público".
- 30 de novembro - Fim da publicação do Diário de Lisboa, tendo sido publicado desde 1921.[1] * Término da publicação em Lisboa, do jornal "O Diário" (Portugal). Foi editado desde 1976.[2]

## Nascimentos
| Data | Nome | Profissão | Nacionalidade | Observações | Ref |
| ---- | ---- | --------- | ------------- | ----------- | --- |

## Mortes
| Data           | Nome          | Profissão                     | Nacionalidade | Observações | Ref |
| -------------- | ------------- | ----------------------------- | ------------- | ----------- | --- |
| 24 de agosto   | Victor Civita | jornalista e empresário judeu | Brasil        | n. 1907     |     |
| 19 de dezembro | Rubem Braga   | jornalista e escritor         | Brasil        | n. 1913     |     |